# Dietrich Schenk von Erbach
Dietrich Schenk von Erbach, ou Thiérri d'Erpách (né en 1390 et mort le 6 mai 1459), fut archevêque de Mayence de 1434 à 1459.

## Biographie
Thiérri, ou encore Diétheric, fils d'Eberhard, seigneur d'Erpách, était chanoine et chantre de l'église métropolitaine de Mayence, lorsqu'il en fut élu archevêque à Bingen par les chanoines, le 6 juillet 1434. Le pape Eugène IV, auquel il avait député le docteur Jean Lysère, confirma son élection le 20 octobre suivant. Les troubles de Mayence furent enfin terminés, le 10 janvier de l'année 1435, par ses soins réunis à ceux des commissaires du concile de Bâle. Après avoir rétabli la paix dans son diocèse, Thiérri y contribua chez ceux de ses voisins que la discorde agitait. Il s'appliqua, mais avec peu de succès, à réconcilier Michel, comte de Wertheim, avec l'évêque de Spire dont les intérêts convergeaient avec les siens. Le comte ayant rejeté les voies d'accommodement que ses enfants avaient acceptées, l'archevêque de Mayence se crut obligé de prendre les armes pour le réduire à raison. 
Thiérri réussit à mettre d'accord les princes et l'empereur, et cela contribua à la reconnaissance d'Eugène IV comme le pape légitime.
Son épiscopat est célèbre par l'invention de l'imprimerie par Johannes Gutenberg, qu'on ne peut contester, après un examen impartial, à la ville de Mayence.

« Princeps ad luxum et pompam usque splendidus, et sœcularibus potissimum rébus deditus. »

— Barthélemy Latomus, p.  546
Thiérri mourut le 6 mai 1459 dans la ville d'Aschaffenbourg, qu'il avait ornée de plusieurs beaux édifices, et fut inhumé sous les marches du maître-autel dans la basilique et collégiale Saint-Pierre et Saint-Alexandre, Aschaffenbourg. La pierre tombale a été érigée plus tard, sur la paroi latérale.